# Harman Kardon
La Harman Kardon è una azienda del gruppo Harman International Industries che produce apparecchiature di riproduzione audio e video.

## Storia
L'azienda è stata fondata nel 1953 da Sidney Harman e Bernard Kardon. Esordì nello stesso anno con un sintonizzatore a modulazione di frequenza (FM). Nel 1954, a un anno dalla fondazione, l'azienda produsse il primo sintoamplificatore Hi-Fi della storia, il Festival D1000, e nel 1958 il Festival TA230, il primo sintoamplificatore stereo del mondo. Un'altra novità introdotta negli anni successivi fu la tecnologia Stereo Multiplex FM, che divenne poi di comune utilizzo.
Negli anni settanta l'azienda si dedicò anche al settore della riproduzione e registrazione su cassetta a nastro magnetico, introducendo per prima la riduzione del rumore Dolby B. Con la diffusione del CD l'azienda produsse il primo registratore a  velocità 4x (1999). È un importante marchio in campo audio, fanno parte del gruppo i marchi AKG Acoustics (cuffie), Infinity (car audio) e JBL (diffusori acustici). La Harman Kardon è inoltre uno dei principali fornitori di autoradio per varie case automobilistiche.
Alla fine del 2016 Harman Kardon è stata acquistata da Samsung.